# Album de La malinconia di Haruhi Suzumiya
Questa pagina raggruppa tutti gli album discografici ispirati o tratti dalla light novel La malinconia di Haruhi Suzumiya o contenenti le colonne sonore dell'anime.

## Colonne sonore

### Suzumiya Haruhi no tsumeawase
Suzumiya Haruhi no tsumeawase ~TV Anime 「Suzumiya Haruhi no yūutsu」 geki chū kashū shinguru~ (涼宮ハルヒの詰合 ~TVアニメ「涼宮ハルヒの憂鬱」劇中歌集シングル~?, lett. L'assortimento di Haruhi Suzumiya ~Raccolta di canzoni nell'anime La malinconia di Haruhi Suzumiya~) raccoglie le canzoni di Aya Hirano cantate da Haruhi nell'episodio Live Alive e la sigla dell'episodio 00, cantata da Yūko Gotō. Nella vera esecuzione dei brani, Susumu Nishikawa suonava la chitarra, Takeshi Taneda il basso, Yutaka Odawara la batteria. Gli animatori crearono la scena dell'episodio con la tecnica del rotoscope partendo dall'esecuzione reale.
- Massima posizione nella classifica settimanale Oricon: 5 (insieme ad Hare hare yukai, raggiunge la miglior posizione raggiunta da un disco legato a La malinconia di Haruhi Suzumiya)
- Settimane in classifica: 133 (record per un album legato a La malinconia di Haruhi Suzumiya)[1]
- Vendite: 136,000+[1] (l'album che ha venduto di più)
- Posizione nella classifica di fine anno 2006: 106

#### Tracce
1. God knows… (lett. "Dio sa") – 4:39
  - Voce: Aya Hirano
  - Musica: Satoru Kousaki
  - Arrangiamento: Satoru Kousaki
  - Testo: Aki Hata
2. Lost my music (lett. "Perso la mia musica") – 4:17
  - Voce: Aya Hirano
  - Musica: Satoru Kousaki
  - Arrangiamento: Satoru Kousaki
  - Testo: Aki Hata
3. Koi no Mikuru densetsu (恋のミクル伝説? lett. "La leggenda di Mikuru dell'amore") – 3:21
  - Voce: Yūko Gotō
  - Musica: Satoru Kousaki
  - Arrangiamento: Satoru Kousaki
  - Testo: Yutaka Yamamoto

### Saikyō Pare Parade
Saikyō Pare Parade (最強パレパレード?, Saikyō pare parēdo, traducibile con "La più forte para-parata") è il secondo singolo di Aya Hirano, Minori Chihara e Yūko Gotō. Le canzoni Saikyō Pare Parade e Unmeiteki jiken no kōfuku sono rispettivamente la seconda sigla di apertura e la seconda sigla di chiusura di chiusura di SOS Dan rajio shibu, il radiodramma de La malinconia di Haruhi Suzumiya, utilizzate a partire dall'episodio 36. Una cover delle Momorio Clover è stata pubblicata nel 2009.
- Massima posizione nella classifica settimanale Oricon: 9
- Settimane in classifica: 10

#### Tracce
1. "Saikyō Pare Parade" (最強パレパレード?, Saikyō pare parēdo) – 4:20
2. "Unmeiteki jiken no kōfuku" (運命的事件の幸福? "La gioia di un evento fatidico") – 4:33
3. "Saikyō Pare Parade" (strumentale) (最強パレパレード（off vocal）?, Saikyō pare parēdo (off vocal))  – 4:20
4. "Unmeiteki jiken no kōfuku" (strumentale) (運命的事件の幸福（off vocal）?) – 4:33

### Musiche di sottofondo & Rajio Bangumi

#### Volume 1
Asahina Mikuru's Adventure Episode 00 Soundtrack & Rajio Bangumi 1 è il primo album contenente musiche di sottofondo e frammenti radiofonici dall'anime La malinconia di Haruhi Suzumiya. La prima traccia è la sigla iniziale dell'episodio 00, le altre sono musiche di sottofondo composte da Satoru Kōsaki tranne dove specificato, e le ultime sei sono frammenti di radiodramma recitati da Aya Hirano, Minori Chihara e Yūko Gotō. "Rajio Bangumi" significa "programma radiofonico". È stato pubblicato il 28 luglio 2006.
Tracce
1. "Koi no Mikuru densetsu (TV-size)" (恋のミクル伝説(テレビサイズ)?, Koi no Mikuru densetsu (terebisaizu), cioè non la canzone intera, ma la parte usata come sigla per l'anime)
Voce: Yūko Gotō
Composizione: Satoru Kōsaki
2. "Nodoka na shōtengai" (のどかな商店街?)
3. "Yuki tōjō!" (ユキ登場！?)
4. "Mikuru henshin! Soshite sentō!" (ミクル変身！そして戦闘！?)
5. "Pinchippoi!" (ピンチっぽい！?)
6. "eyecatch" (アイキャッチ?, Aikyacchi)
7. "Mikuru to Itsuki no honobono dōsei" (ミクルとイツキのほのぼの同棲?)
8. "Yuki to Mikuru no shinrisen" (ユキとミクルの心理戦?)
9. "Daidanen" (大団円?)
10. "End roll" (エンドロール?, Endorōru)
11. "Haruhi•Yuki•Mikuru - Shokai opening ~subete wa koko kara wa hajimatta~" (初回オープニング～全てはここからはじまった～?, Shokai ōpeningu ~subete wa koko kara wa hajimatta~)
12. "Haruhi•Yuki•Mikuru - Burari fushigi tansakutai ~gakkō de dōbutsu o kau~" (ぶらり不思議探索隊～学校で動物を飼う～?)
13. "Haruhi•Yuki•Mikuru - Yuki ni kike ~tapioca~" (有希に聞け～タピオカ～?, Yuki ni kike ~tapioka~)
14. "Haruhi•Yuki•Mikuru - Freetalk ~uchūshoku~" (フリートーク～宇宙食～?, Furītōku ~uchūshoku~)
15. "Haruhi•Yuki•Mikuru - Minority Report ~okazu~" (マイノリティレポート～おかず～?, Mainoriti repōto ~okazu~)
16. "Haruhi•Yuki•Mikuru - Hanseikai ~gakkō de katteta petto de maketa~" (反省会～学校で飼ってたペットで負けた～?)

### Colonne sonore degli spin-off
Per La malinconia di Haruhi-chan Suzumiya, la sigla iniziale è Ima made no arasuji (いままでのあらすじ? "Un riassunto della storia finora") e la sigla finale è Atogaki no yō na mono (あとがきのようなもの? "Qualcosa come una postfazione"), entrambe cantate da Aya Hirano, Minori Chihara, Yūko Gotō, Tomokazu Sugita e Daisuke Ono. Un singolo con le due canzoni è stato pubblicato il 20 aprile 2009. Sono stati pubblicati anche tre singoli con i brani della serie Nyoro~n Churuya-san, contenenti canzoni di Yuki Matsuoka.

## Dischi dei concerti

### Suzumiya Haruhi no gekisō
Suzumiya Haruhi no gekisō (涼宮ハルヒの激奏? "Il grande spettacolo di Haruhi Suzmiya") è un concerto che si tenne il 18 marzo 2007 all'Omiya Sonic Citycon canzoni dell'anime cantate dai doppiatori. il DVD del concerto fu pubblicato il 27 luglio 2007.

### Suzumiya Haruhi no gensō
Suzumiya Haruhi no gensō (涼宮ハルヒの弦奏? "La sinfonia di Haruhi Suzumiya") è un concerto tenuto dall'Orchestra filarmonica di Tokyo con Philip Chu come direttore il 29 aprile 2009. In questo concerto furono eseguite canzoni e musiche di sottofondo dell'anime riarrangiate in stile classico. Il CD del concerto è stato pubblicato il 24 giugno 2009 e il DVD il 26 febbraio 2010.

#### Tracce
1. "Koi no Mikuru densetsu" (恋のミクル伝説?)
2. "Itsumo no fūkei gekiretsu de kareinaru hibi" (いつもの風景~激烈で華麗なる日々?)
3. "Saikyō Pare Parade" (最強パレパレード?, Saikyō pare parēdo)
4. "Higeki no heroine ~hi nichijō e no sasoi~ beach vacation" (悲劇のヒロイン～非日常への誘い～ビーチバカンス?, Higeki no hiroin ~hi nichijō e no sasoi~ bīchi bacansu)
5. "Kōchō kōchō ~Mikuru no kokoro~ chiisakute mo shiawase~ oi oi comical hustle" (好調好調~みくるのこころ～小さくても素敵な幸せ~おいおい～コミカルハッスル?, Kōchō kōchō ~Mikuru no kokoro~ chiisakute mo shiawase~ oi oi komikaru hassuru)
6. "Bōken desho desho?" (冒険でしょでしょ??)
7. "Kōkyō kyoku dai 7 ban ha chōchō sakuhin 60 "Leningrad" dai ichi gakushō yori" (交響曲第7番ハ長調作品60「レニングラード」第一楽章より?, Kōkyō kyoku dai nana ban ha chōchō sakuhin roku-jū "Reningurādo" dai ichi gakushō yori)
8. "Sunao na kimochi aru ame no hi Haruhi no omoi" (素直な気持ち～ある雨の日～ハルヒの想い?)
9. "The Mysterious ~Asakura Ryōko no shinjitsu~ Fuyu no ashioto" (ザ・ミステリアス～朝倉涼子の真実～冬の足音?, Za misuteriasu ~Asakura Ryōko no shinjitsu~ Fuyu no ashioto)
10. "Lost my music"
11. "SOS dan shidō! Nanika ga okashii" (SOS団始動！～何かがおかしい?)
12. "Yuki, muon, madobe nite." (雪、無音、窓辺にて。?)
13. "Nodoka na shōtengai ~Yuki tōjō pinchppoi!~ Mikuru henshin! Soshite sentō!~ Daidanen" (のどかな商店街～ユキ登場~ピンチっぽい！～ミクル変身！そして戦闘！～大団円?)
14. "Hare hare yukai" (ハレ晴レユカイ?)
15. "God knows..."

## Audiodrammi

### Radiodramma

#### Volume 1
Suzumiya Haruhi no yūutsu - SOS Dan rajio shibu bangai hen vol.1 (涼宮ハルヒの憂鬱 SOS団ラジオ支部 番外編 Vol.1?, Suzumiya Haruhi no yūutsu - Esu Ō Esu dan rajio shibu bangai hen Vol.1, lett. "La malinconia di Haruhi Suzumiya - Brigata SOS, suddivisione radio - Raccolta extra, vol. 1") è il primo CD del radiodramma.
- Massima posizione nella classifica settimanale Oricon: 19
- Settimane in classifica: 4

##### Tracce
1. "Opening" (オープニング?, Ōpeningu) – 2:55
2. "Haruhi teki zadan kai" (ハルヒ的座談会?) – 7:53
3. "Burari fushigi tansaku tai special" (ぶらり不思議探索隊スペシャル?, Burari fushigi tansaku tai supesharu) – 7:12
4. "Hirano Aya no omotenashi" (平野綾のおもてなし?) – 2:08
5. "Original Jingle o tsukurō" (オリジナルジングルを作ろう?, Orijinaru jinguru o tsukurō) – 7:02
6. "Gotō Yūko no omotenashi" (後藤邑子のおもてなし?) – 3:19
7. "Suzumiya Haruhi no taikutsu shinogi special" (涼宮ハルヒの退屈しのぎスペシャル?, Suzumiya Haruhi no taikutsu shinogi supesharu) – 11:03
8. "Chihara Minori no omotenashi" (茅原実里のおもてなし?) – 2:16
9. "Asahina Mikuru no dai yogen" (朝比奈みくるの大予言?) – 5:44
10. "Ending" (エンディング?, Endingu) – 2:18

#### Volume 2
Suzumiya Haruhi no yūutsu - SOS Dan rajio shibu bangai hen vol.2 (涼宮ハルヒの憂鬱 SOS団ラジオ支部 番外編 Vol.2?, Suzumiya Haruhi no yūutsu - Esu Ō Esu dan rajio shibu bangai hen Vol.2, lett. "La malinconia di Haruhi Suzumiya - Brigata SOS, suddivisione radio - Raccolta extra, vol. 2") è il secondo CD del radiodramma.
- Massima posizione nella classifica settimanale Oricon: 27
- Settimane in classifica: 4

##### Track listing
1. "Opening" (オープニング?, Ōpeningu) – 4:18
2. "Haruhi teki zadankai ~TV anime "Suzumiya Haruhi no yūutsu" o furikaette~" (ハルヒ的座談会～ＴＶアニメ「涼宮ハルヒの憂鬱」を振り返って～?) – 7:30
3. "Original Jingle o tsukurō II" (オリジナルジングルを作ろう II?, Originaru jinguru o tsukurō II) – 6:05
4. "Burari fushigi tansaku tai tokubetsu hen enii ni kike" (ぶらり不思議探索隊特別編・エニーに聞け！?) – 23:47
5. "Suzumiya Haruhi no taikutsu shinogi special" (涼宮ハルヒの退屈しのぎスペシャル?, Suzumiya Haruhi no taikutsu shinogi supesharu)  – 5:58
6. "Asahina Mikuru no dai yogen II" (朝比奈みくるの大予言 II?) – 5:44
7. "Ending" (エンディング?, Endingu) – 3:54

#### Volume 3
Suzumiya Haruhi no yūutsu - SOS Dan rajio shibu bangai hen vol.3 (涼宮ハルヒの憂鬱 SOS団ラジオ支部 番外編 Vol.3?, Suzumiya Haruhi no yūutsu - Esu Ō Esu dan rajio shibu bangai hen Vol.3, lett. "La malinconia di Haruhi Suzumiya - Brigata SOS, suddivisione radio - Raccolta extra, vol. 3") è il terzo CD del radiodramma.
- Massima posizione nella classifica settimanale Oricon: 70 (La peggiore per un album legato a La malinconia di Haruhi Suzumiya)
- Settimane in classifica: 3

##### Tracce
1. "Opening" (オープニング?, Ōpeningu) – 6:55
2. "Radio zadankai "Suzumiya Haruhi no yūutsu SOS dan radio shibu" o furikaeru" (ラジオ座談会「涼宮ハルヒの憂鬱SOS団ラジオ支部」を振り返る?) – 9:02
3. "Original Jingle o tsukurō 3" (オリジナルジングルを作ろう 3?, Orijinaru jinguru o tsukurō 3) – 9:59
4. "Fukkatsu burari fushigi tansaku tai!" (復活 ぶらり不思議探索隊!?) – 8:16
5. "Fukkatsu Yuki ni kike! Sono 1" (復活 有希に聞け! その1?) – 3:29
6. "Asahina Mikuru no dai yogen 3" (朝比奈みくるの大予言 3?) – 5:20
7. "Tsuruya-san no megassa otsukare! Sōdan corner shucchō han 1" (鶴屋さんのめがっさおつかれ!相談コーナー 出張版1?, Tsuruya-san no megassa otsukare! Sōdan kōnā shucchō han 1) – 4:28
8. "Fukkatsu Minority Report!!!" (復活 マイノリティレポート!!!?, Fukkatsu mainoriti repōto) – 6:02
9. "Fukkatsu Yuki ni kike! Sono 2" (復活 有希に聞け! その2?) – 5:49
10. "Taikutsu shinogi special" (退屈しのぎスペシャル?, Taikutsu shinogi supesharu) – 4:51
11. "Tsuruya-san no megasse otsukare! Sōdan corner shucchō han 2" (鶴屋さんのめがっさおつかれ!相談コーナー 出張版2?, Tsuruya-san no megassa otsukare! Sōdan kōnā shucchō han 2) – 3:54
12. "Ending" (エンディング?, Endingu) – 3:40

### Drama CD
Sound Around - The Melancholy of Haruhi Suzumiya: Drama CD (涼宮ハルヒの憂鬱 ドラマCD「サウンドアラウンド」?, Suzumiya Haruhi no yūutsu dorama CD "Saundo araundo") è un drama CD tratto da La malinconia di Haruhi Suzumiya e pubblicato da Lantis. Il drama CD ha un titolo giapponese ma sulla copertina si trova quello in inglese con "sound around" scritto in katakana: "サウンドアラウンド The Melancholy of Haruhi Suzumiya: Drama CD" (Saundo araundo The Melancholy of Haruhi Suzumiya: Drama CD?). L'ultima traccia, First Good-Bye, è la sigla, cantata da Aya Hirano.
- Massima posizione nella classifica settimanale Oricon: 11
- Settimane in classifica: 5

#### Tracce
1. "Prologue ~Suzumiya Haruhi no aisatsu~" (プロローグ～涼宮ハルヒのあいさつ～?, Purorōgu ~Suzumiya Haruhi no aisatsu~) – 1:36
2. "After Live Alive" (アフター・ライブアライブ?, Afutā raibu araibu) – 8:12
3. "Sunday At Heavy Metal SOS Dan" (サンデー・アット・ヘヴィメタSOS団?, Sandē atto hevimeta Esu Ō Esu Dan) – 8:34
4. "The Audition" (ジ・オーディション?, Ji ōdishon) – 6:16
5. "Haruhi hensōkyoku" (ハルヒ変奏曲?) – 11:10
6. "Hi busshitsu kakusansei shindō kata kanchi onpa" (非物質拡散性振動型感知音波?) – 7:39
7. "VS Sound Worm" (Meimei, ore) (VSサウンドウォーム(命名、俺)?, Bāsasu saundo wōmu (Meimei, ore)) – 5:50
8. "Voice no chaos" (ボイスのカオス?, Boisu no kaosu) – 7:50
9. "Epilogue ~Omatsuri sawagi wa mada mada kore kara~" (エピローグ～お祭り騒ぎはまだまだこれから～?, Epirōgu ~Omatsuri sawagi wa mada mada kore kara~) – 6:34
10. "First Good-Bye" – 4:36[2]

#### Attori
- Aya Hirano nel ruolo di Haruhi Suzumiya
- Minori Chihara nel ruolo di Yuki Nagato
- Yūko Gotō nel ruolo di Mikuru Asahina
- Tomokazu Sugita nel ruolo di Kyon
- Daisuke Ono nel ruolo di Itsuki Koizumi
- Yuki Matsuoka nel ruolo di Tsuruya
- Minoru Shiraishi nel ruolo di Taniguchi
- Sayaka Aoki nel ruolo della sorella di Kyon

## Fonti
- (JA) Amazon.co.jp per Saikyo Pare Parade, su amazon.co.jp.
- (JA) Amazon.co.jp per il radiodramma vol. 1, su amazon.co.jp.
- (JA) Amazon.co.jp per il radiodramma vol. 2, su amazon.co.jp.
- (JA) Amazon.co.jp per il radiodramma vol. 3, su amazon.co.jp.
- (JA) Haruhi.tv per il radiodramma vol. 3, su haruhi.tv. URL consultato il 24 giugno 2011 (archiviato dall'url originale il 18 gennaio 2007).